# 红旗泡水库
红旗泡水库，也称红旗水库、红湖，原为天然湖泊红旗泡，位于中华人民共和国黑龙江省大庆市龙凤区与安达市之间，是一座利用天然泡沼改造而成的大型反调节平原水库，始建于1972年9月，1974年9月竣工蓄水。总库容1.16亿立方米，水面面积35平方千米，东西宽6.5千米，南北长7.5千米。水库水源主要依靠萨尔图分干渠引北引渠道来水，年均引水量4.65亿立方米。水库大坝包括主坝、西副坝和东副坝组成，全系均质土坝，全长16.67千米，最大坝高5.36米，顶宽3米。红旗泡水库是大庆石油化工生产和居民生活用水的重要水源地。1996~1998年水库进行了除险加固。库区周边交通便利，绥满高速公路经过水库西岸，“环湖”柏油路与安萨路、301国道联通。水库内水产资源丰富，包括被当地称为“三花”的名贵鱼种鳖花、鳊花、吉花。2001年，红湖水利风景区被水利部评为第一批国家级水利风景区。